# Tenis stołowy na Igrzyskach Afrykańskich 2019
Tenis stołowy na Igrzyskach Afrykańskich 2019 odbywał się w dniach 20–29 sierpnia 2019 roku w Salle Couverte Omnisports Moulay El Hassan położonym w Rabacie.

## Podsumowanie

### Klasyfikacja medalowa
| Klasyfikacja medalowa | Klasyfikacja medalowa | Klasyfikacja medalowa | Klasyfikacja medalowa | Klasyfikacja medalowa | Klasyfikacja medalowa |
| Miejsce               | państwo               | Złoto                 | Srebro                | Brąz                  | Razem                 |
| --------------------- | --------------------- | --------------------- | --------------------- | --------------------- | --------------------- |
| 1                     | Egipt                 | 4                     | 2                     | 4                     | 10                    |
| 2                     | Nigeria               | 2                     | 4                     | 4                     | 10                    |
| 3                     | Algieria              | 1                     | 0                     | 2                     | 3                     |
| 4                     | Kamerun               | 0                     | 1                     | 0                     | 1                     |
| 5                     | Tunezja               | 0                     | 0                     | 3                     | 3                     |
| 6                     | Kongo                 | 0                     | 0                     | 1                     | 1                     |
| Razem                 | Razem                 | 7                     | 7                     | 14                    | 28                    |

### Medaliści
| Konkurencja    | 1. miejsce                                             | 2. miejsce                                                  | 3. miejsce |
| -------------- | ------------------------------------------------------ | ----------------------------------------------------------- | --- |
| Mikst          | Egipt                                                  | Egipt                                                       | Egipt Nigeria |
| Mężczyźni      |                                                        |                                                             | |
| Gra pojedyncza | Olajide Omotayo                                        | Quadri Aruna                                                | Omar Assar Segun Toriola |
| Gra podwójna   | Algieria · Mohamed Boudjadja · Sami Kherouf            | Egipt · Ahmed Saleh · Mohamed Elbeialy                      | Tunezja · Adam Hmam · Thameur Mamia Nigeria · Segun Toriola · Olajide Omotayo                                                      |
| Drużynowo      | Egipt · Omar Assar · Ahmed Saleh · Khalid Assar        | Nigeria · Quadri Aruna · Segun Toriola · Olajide Omotayo    | Tunezja · Adam Hmam · Thameur Mamia · Yahia Kerem Ben Kongo · Bienatiki Moundzendze Henri Christ · Lignandzi Michel · Idowu Saheed |
| Kobiety        |                                                        |                                                             | |
| Gra pojedyncza | Dina Meshref                                           | Hannfou Sarah                                               | Farah Abdel-Aziz Offiong Edem |
| Gra podwójna   | Nigeria · Offiong Edem · Cecilia Akpan                 | Nigeria · Olufunke Oshonaike · Fatimo Bello                 | Algieria · Katia Kessaci · Lynda Loghraibi Egipt · Dina Meshref · Yousra Helmy                                                     |
| Drużynowo      | Egipt · Farah Abdel-Aziz · Dina Meshref · Yousra Helmy | Nigeria · Olufunke Oshonaike · Cecilia Akpan · Fatimo Bello | Algieria · Hiba Feredj · Katia Kessaci · Lynda Loghraibi Tunezja · Fadwa Garci · Manel Baklouti · Safa Saidani                     |